# Ol'ha Poljakova
Ol'ha Juriïvna Poljakova, conosciuta come Ol'ha Poljakova o anche come Olja Poljakova (in ucraino Ольга Юріївна Полякова?; Vinnycja, 17 gennaio 1979), è una cantante e personaggio televisivo ucraina.

## Biografia
Nata a Vinnycja, si è diplomata in canto lirico presso la Nacional'na muzyčna akademija Ukraïny imeni Petra Čajkovs'koho.
Il suo primo album in studio Prichodi ko mne è stato pubblicato nel 2001. Nove anni dopo ha partecipato assieme a Serhij Lob a Narodna zirka, dove sono stati dichiarati vincitori della seconda stagione. Nel 2010 ha invece preso parte a Zirka + zirka, andato in onda su 1+1, dove lei e Heorhij Delijev si sono classificati al 2º posto. Nel 2012 è stata selezionata dalla Nacional'na Suspil'na Teleradiokompanija Ukraïny per partecipare al processo di selezione eurovisiva ucraino, dove ha raggiunto la finale, piazzandosi 8ª.
Šlëpali šlëpki, secondo disco dell'artista, è stato messo in commercio nel 2017 ed è stato trainato dai successi radiofonici #Šlëpki, Ljuli, Ljubov'-morkov', Pervoe leto bez nego, #Plavočki e O Bože, kak bol'no!. Nello stesso anno ha vinto il suo primo M1 Music Award per mezzo di Nomer odin, che ha totalizzato oltre 20 settimane all'interno della hit parade nazionale. Ljubovnica, invece, le ha valso uno YUNA, il più importante riconoscimento musicale nazionale.
Nel 2019 è divenuta giudice sia a Dyvovyžni ljudy sia alla versione ucraina di X Factor.

## Discografia

### Album in studio
- 2001 – Prichodi ko mne
- 2017 – Šlëpali šlëpki

### EP
- 2019 – Koroleva noči

### Raccolte
- 2024 – 100% UA

### Singoli
- 2012 – Russian Style
- 2013 – #Šlëpki
- 2013 – Ljuli
- 2014 – Brošenyj kotënja
- 2014 – Astalavista, separatista!
- 2015 – Ljubov'-morkov'
- 2015 – Pervoe leto bez nego
- 2016 – #Plavočki
- 2016 – O Bože, kak bol'no!
- 2017 – Nomer odin
- 2017 – Byvšij
- 2018 – Mama
- 2018 – Koroleva noči
- 2018 – Ljubovnica
- 2019 – Lëd tronulsja
- 2019 – Zvonila
- 2019 – Ėj, sekundočku
- 2019 – Svjat! Svjat! Svjat! (con Potap e Oleh Vynnyk)
- 2019 – Nočnaja žrica
- 2020 – Belyj tanec
- 2021 – Vzroslaja devočka
- 2021 – Ščaslyvi ljudy (con i Dzidzio)
- 2022 – Tišsja (con Artem Pyvovarov)
- 2022 – Vse bude dobre, Olja
- 2022 – Čarivni oči (solo o con Andri Džochadze)
- 2023 – Tancjuju, jak v ostannij raz
- 2023 – Šl'opky
- 2023 – Djakuju
- 2023 – Ptaška
- 2023 – U tvoïch obijmach
- 2023 – Vyšni
- 2023 – Rizdvjana (con Bažana e Maša Poljakova)
- 2024 – Ščob ne plakaty, ja smijus'
- 2024 – Mama
- 2024 – Bilyj nalyv
- 2024 – Žinka z cikavym mynulym
- 2024 – All for Your Love